# 1000 Forms of Fear
1000 Forms of Fear – szósty album studyjny australijskiej piosenkarki Sii. Wydawnictwo ukazało się 4 lipca 2014 roku nakładem wytwórni muzycznych Monkey Puzzle Records i RCA Records na świecie i Inertia Records w Australii. Pod względem muzycznym album łączy w sobie przede wszystkim muzykę electropop. Charakteryzuje się również elementami innych gatunków muzycznych, takimi jak reggae i hip-hop.
Wydawnictwo dostało w większości pozytywne recenzje od krytyków muzycznych, którzy chwalili wokal piosenkarki, jak również zawartość liryczną albumu. Album zadebiutował na szczycie amerykańskiego zestawienia Billboard 200, ze sprzedażą 52.000 kopii w pierwszym tygodniu. Osiągnął także pierwsze pozycje w Australii oraz Kanadzie. Płyta znalazła się w pierwszej piątce najlepiej sprzedających się albumów w Danii, Nowej Zelandii, Norwegii, Szwecji, Szwajcarii i Wielkiej Brytanii, natomiast w Polsce dotarła do 7. miejsca zestawienia OLiS. 
Promocję 1000 Forms of Fear rozpoczęto w marcu 2014 roku, wraz z premierą pierwszego singla – „Chandelier”. Utwór dotarł na ósmą pozycję zestawienia Billboard Hot 100. Piosenka osiągnęła bardzo duży sukces komercyjny. „Eye of the Needle” została wydana cyfrowo 3 czerwca 2014 roku, jako pierwszy singiel promocyjny. 25 czerwca tego samego roku nastąpiła premiera piosenki – „Big Girls Cry”. Trzecim singlem została solowa wersja utworu „Elastic Heart”, wydana 9 stycznia 2015 roku. Utwór dotarł do 17. pozycji zestawienia Billboard. W teledysku do utworu pojawiła się tancerka Maddie Ziegler oraz aktor Shia LaBeouf. 19 czerwca tegoż roku „Fire Meet Gasoline” został oficjalnie wydany, jako singel tylko w Niemczech. 
W celu promocji albumu Sia pojawiła się w wielu programach telewizyjnych, takich jak: The Ellen DeGeneres Show i Jimmy Kimmel Live!. Wokalistka zdobyła trzy nagrody podczas ceremonii APRA Music Awards. Album został wymieniony, jako jeden z najlepszych albumów 2014 roku przez kilka publikacji, w tym The Boston Globe i Rolling Stone. Singiel „Chandelier” otrzymał cztery nominacje do nagrody Grammy w kategoriach Song of the Year (Piosenka roku), Record of the Year (Nagranie roku), Best Pop Solo Performance (Najlepszy popowy występ solo) i Best Music Video (Najlepszy teledysk).

## Lista utworów
Opracowano na podstawie materiału źródłowego.
| Nr  | Tytuł utworu             | Słowa                                       | Muzyka                | Długość |
| --- | ------------------------ | ------------------------------------------- | --------------------- | ------- |
| 1.  | „Chandelier”             | Sia Furler, Jesse Shatkin                   | Shatkin, Greg Kurstin | 3:37    |
| 2.  | „Big Girls Cry”          | Furler, Christopher Braide                  | Kurstin, Braide       | 3:32    |
| 3.  | „Burn the Pages”         | Furler, Kurstin                             | Kurstin               | 3:16    |
| 4.  | „Eye of the Needle”      | Furler, Braide                              | Kurstin               | 4:10    |
| 5.  | „Hostage”                | Furler, Nick Valensi                        | Kurstin               | 2:56    |
| 6.  | „Straight for the Knife” | Furler, Justin Parker                       | Kurstin               | 3:32    |
| 7.  | „Fair Game”              | Furler, Kurstin                             | Kurstin               | 3:52    |
| 8.  | „Elastic Heart”          | Furler, Thomas Wesley Pentz, Andrew Swanson | Diplo, Kurstin        | 4:18    |
| 9.  | „Free the Animal”        | Furler, Kurstin, Jasper Leak                | Kurstin               | 4:25    |
| 10. | „Fire Meet Gasoline”     | Furler, Kurstin, Samuel Dixon               | Kurstin               | 4:02    |
| 11. | „Cellophane”             | Furler, Kurstin                             | Kurstin               | 4:26    |
| 12. | „Dressed in Black”       | Furler, Kurstin, Grant Michaels             | Kurstin               | 6:41    |
|     |                          |                                             |                       | 48:47   |

| 1000 Forms of Fear – Japońskie bonusy | 1000 Forms of Fear – Japońskie bonusy | 1000 Forms of Fear – Japońskie bonusy |
| Nr                                    | Tytuł utworu                          | Długość                               |
| ------------------------------------- | ------------------------------------- | ------------------------------------- |

| 1000 Forms of Fear – Francuskie bonusy | 1000 Forms of Fear – Francuskie bonusy | 1000 Forms of Fear – Francuskie bonusy |
| Nr                                     | Tytuł utworu                           | Długość                                |
| -------------------------------------- | -------------------------------------- | -------------------------------------- |

| 1000 Forms of Fear – CD2 (Ekskluzywna edycja) | 1000 Forms of Fear – CD2 (Ekskluzywna edycja) | 1000 Forms of Fear – CD2 (Ekskluzywna edycja) |
| Nr                                            | Tytuł utworu                                  | Długość                                       |
| --------------------------------------------- | --------------------------------------------- | --------------------------------------------- |

## Notowania i certyfikaty
| Lista (2014–15)                        | Najwyższa pozycja |
| -------------------------------------- | ----------------- |
| Australia (Top 50 Albums)              | 1                 |
| Austria (Ö3 Austria Top 40)            | 19                |
| Belgia (Ultratop 200 Albums, Flandria) | 34                |
| Belgia (Ultratop 200 Albums, Wallonia) | 10                |
| Dania (Tracklisten)                    | 5                 |
| Finlandia (Top 50 Albums)              | 9                 |
| Francja (SNEP)                         | 8                 |
| Hiszpania (PROMUSICAE)                 | 30                |
| Holandia (Mega Album Top 100)          | 22                |
| Irlandia (Albums Chart)                | 12                |
| Kanada (Canadian Albums Chart)         | 1                 |
| Niemcy (Media Control Charts)          | 30                |
| Norwegia (VG-lista)                    | 2                 |
| Nowa Zelandia (RIANZ)                  | 4                 |
| Polska (OLiS)                          | 7                 |
| Stany Zjednoczone (Billboard 200)      | 1                 |
| Szwajcaria (Alben Top 100)             | 4                 |
| Szwecja (Sverigetopplistan)            | 4                 |
| Wielka Brytania (UK Albums Chart)      | 5                 |
| Włochy (FIMI)                          | 33                |

| Państwo                  | Status           |
| ------------------------ | ---------------- |
| Australia (ARIA)         | platynowa płyta  |
| Francja (SNEP)           | platynowa płyta  |
| Kanada (Music Canada)    | złota płyta      |
| Polska (ZPAV)            | diamentowa płyta |
| Stany Zjednoczone (RIAA) | złota płyta      |
| Szwecja (IFPI)           | platynowa płyta  |
| Wielka Brytania (BPI)    | platynowa płyta  |

## Historia wydania
| Kraj              | Data            | Format(y)            | Wydawnictwo                | Edycja   |
| ----------------- | --------------- | -------------------- | -------------------------- | -------- |
| Australia         | 4 lipca 2014    | CD, digital download | Inertia                    | Standard |
| Nowa Zelandia     | 4 lipca 2014    | CD, digital download | Inertia                    | Standard |
| Niemcy            | 4 lipca 2014    | CD, digital download | RCA, Sony                  | Standard |
| Wielka Brytania   | 7 lipca 2014    | CD, digital download | Monkey Puzzle Records, RCA | Standard |
| Stany Zjednoczone | 8 lipca 2014    | CD, digital download | Monkey Puzzle Records, RCA | Standard |
| Niemcy            | 1 sierpnia 2014 | Winyl                | RCA, Sony                  | Standard |
| Świat             | 1 maja 2015     | CD, Digital download | Monkey Puzzle, RCA         | Deluxe   |